# Jean-Bernard Mary-Lafon
Jean-Bernard Marie Lafon, més conegut com a Jean-Bernard Mary-Lafon, (La Francesa, 26 de juny de 1810 - Montalban, 14 de juny de 1884) va ser un romanista, historiador i escriptor occità que feu aportacions considerables per a la literatura i la llengua occitana. Va morir el 1884 a Montalban. És enterrat al cementiri de Père-Lachaise.

## Obres
- Tableau historique et comparatif de la langue parlée dans le Midi de la France et connue sous le nom de langue romano-provençale (1841)
- Histoire politique, religieuse et littéraire du Midi de la France depuis les temps les plus reculés jusqu’à nos jours (1842-1845)
- Le Languedoc ancien et moderne, illustré par J. Gigoux, O. Penguilly, T. Johannot, A. Leleux, Marvy, Castelli et Soulié (1846)
- Rome ancienne depuis sa fondation jusqu’à la chute de l'Empire (1853)
- Rome depuis l'établissement du christianisme jusqu’à nos jours (1853)
- Rome, ancienne et moderne, depuis sa fondation jusqu’à nos jours (1854)
- Histoire d'un livre, (1857)
- Histoire illustrée des principales villes du Rouergue (1859)
- Mœurs et coutumes de la vieille France (1859)
- Mille ans de guerre entre Rome et les Papes (1860)
- Pasquin et Marforio : histoire satirique des Papes (1861)
- Histoire d'une ville protestante (1862)
- La Peste de Marseille (1863)
- Célébrités provençales. Moustier, l'échevin de Marseille (1863)
- Le maréchal de Richelieu et Mme de Saint-Vincent (1863)
- Histoire d'Espagne depuis les premiers temps jusqu'à nos jours (1865)
- La France ancienne et moderne (1865)
- La Peinture, hommage à la mémoire d'Ingres (1867)
- Histoire littéraire du Midi de La France (1882)
- Cinquante ans de vie littéraire (1882)